# Djabal Club
El Djabal Club d'Iconi es un equipo de fútbol de las Comoras que milita en la Primera División de las Comoras, la liga de fútbol más importante del país.

## Historia
Fue fundado en el año 1979 en la localidad de Iconi y también juega en la Liga de la Grande Comoros (Ngazidja), donde se enfrenta a los 2 equipos más dominantes de las Comoras: Élan Club y Coin Nord, haciendo que le sea difícil acceder a la Fase final del torneo de Liga, la cual ha ganado en 2 ocasiones.
A nivel internacional ha participado en 2 torneos continentales, la primera de ellas fue en la Liga de Campeones de la CAF 2013, en donde fue eliminado en la Ronda Preliminar por el Orlando Pirates de Sudáfrica.

## Palmarés
- Primera División de las Comoras: 2

2012, 2023

## Participación en competiciones de la CAF
| Temporada | Torneo                      | Ronda      | Club               | Casa | Visita | Global |
| --------- | --------------------------- | ---------- | ------------------ | ---- | ------ | ------ |
| 2013      | Liga de Campeones de la CAF | Preliminar | Orlando Pirates FC | 0-4  | 0-5    | 0-9    |
| 2023/24   | Liga de Campeones de la CAF | 1          | Orlando Pirates FC | 0-1  | 0-3    | 0-4    |